# Mistrovství světa v zápasu řecko-římském 1907
Mistrovství světa v zápasu řecko-římském proběhlo v Frankfurtu nad Mohanem, Německo v roce 1907. 

## Výsledky
| Kategorie  | Zlato              | Stříbro        | Bronz              |
| ---------- | ------------------ | -------------- | ------------------ |
| do 75 kg   | Christoph Übler    | Uwe Volkert    | Julius Fleischmann |
| do 85 kg   | Harald Christensen | Johann Winker  | Hugo Edingshaus    |
| nad +85 kg | Hans Egeberg       | Heinrich Rondi | Gustav Sperling    |